# 馬師道

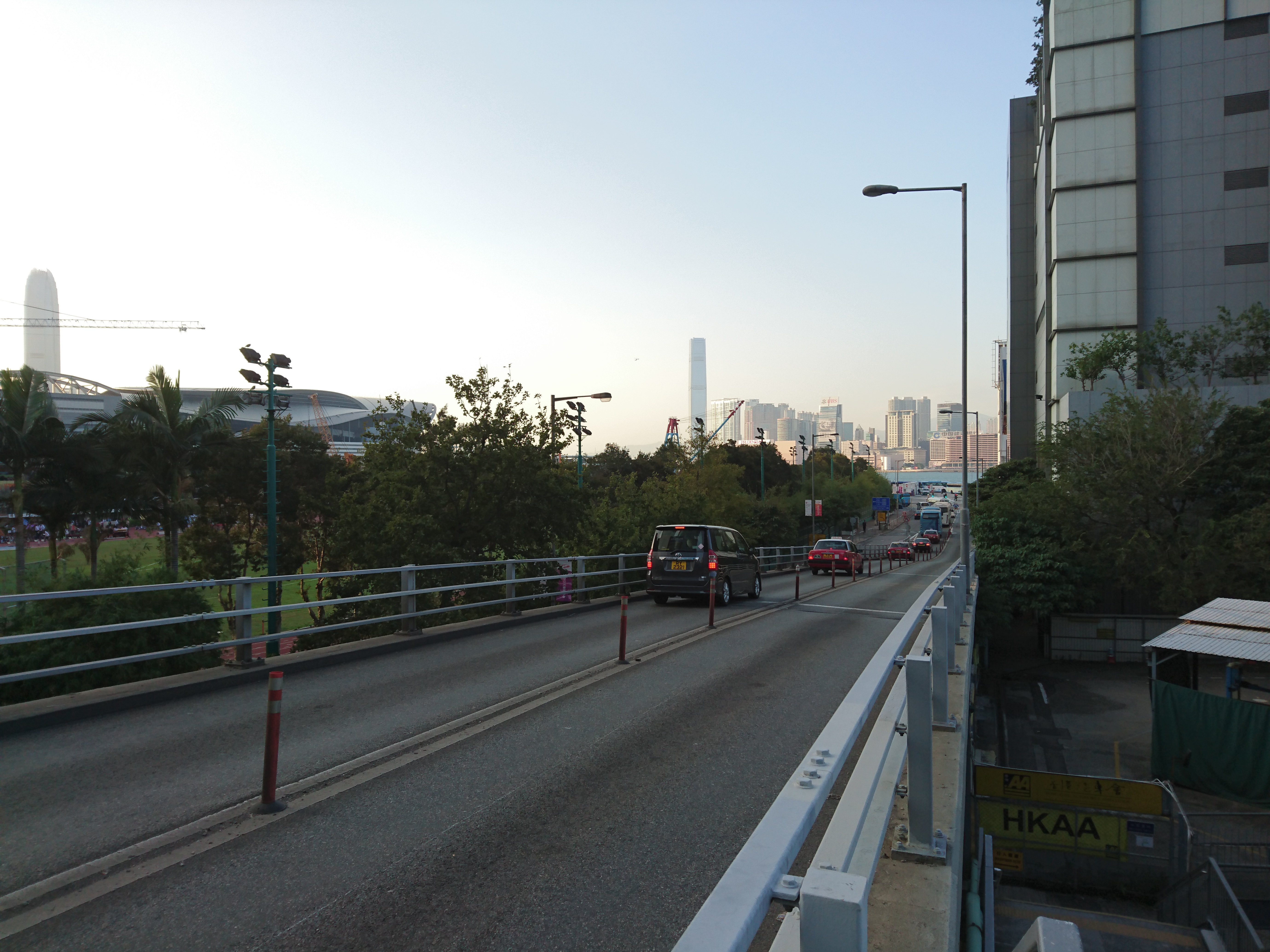
馬師道北段

馬師道（英語：Marsh Road）是香港灣仔的一條道路，南北走向，大部份路段為四線雙程行車，亦有路段為單程行車。道路南接天樂里及軒尼詩道交界，然後有行車天橋跨過告士打道，最後到達海邊的鴻興道。這是來往灣仔北部的主要路徑之一，因為在灣仔區多條南北向街道中，只有馬師道及菲林明道可通往灣仔北。

## 歷史
1922年，香港政府進行了灣仔第一期填海工程，直到1928年完成，海岸線為現時的告士打道。工程包括興建數條連接軒尼詩道及告士打道的縱向道路，而這條便以前香港輔政司馬師命名。
1960年代灣仔再次進行填海，為增設與新填海區的道路連接，當局興建一條行車天橋直達灣仔北部。

## 沿路著名地點
- 灣仔運動場
- 港鐵會展站
- 香港愛護動物協會總部

## 外部連結
维基共享资源上的相關多媒體資源：馬師道